# 拉契站
拉契站是叶尔加瓦-利耶帕亚铁路线上的一个火车站，车站于1929年启用，用于客运和货运，2001年停止使用。